# Simulium inaequale
Simulium inaequale är en tvåvingeart som beskrevs av Paterson och Shannon 1927. Simulium inaequale ingår i släktet Simulium och familjen knott. Inga underarter finns listade i Catalogue of Life.